# Pharnacia ponderosa
Pharnacia ponderosa is een insect uit de orde Phasmatodea en de familie Phasmatidae. De wetenschappelijke naam van deze soort is voor het eerst geldig gepubliceerd in 1877 door Carl Stål.